# 618

Keizer Gao Zu van de Tang-dynastie

Het jaar 618 is het 18e jaar in de 7e eeuw volgens de christelijke jaartelling.

## Gebeurtenissen

### Byzantijnse Rijk
- Byzantijns-Perzische Oorlog: Koning Khusro II stuurt een Perzisch expeditieleger naar Egypte en valt de Nijldelta binnen. Alexandrië wordt belegerd, de Byzantijnse weerstand wordt ondermijnd door een blokkade van de haven. De aanvoer van graan naar Constantinopel wordt afgesneden. Keizer Herakleios moet een eind maken aan de oude gewoonte van het gratis uitdelen van brood aan de burgerbevolking.

### Azië
- De Sui-dynastie houdt op te bestaan: de rebellen onder leiding van Li Yuān – graaf van Tang, een van de machtigste generaals van China – veroveren Luoyang en roepen hem uit tot keizer. Hij sticht de Tang-dynastie en bestijgt de troon onder de naam Gao Zu. Voormalig keizer Yang Di en leden van de keizerlijke Sui-familie worden geëxecuteerd.
- Songtsen Gampo (r. 618-650) volgt zijn vader Namri Songtsen op als koning (tsenpo) van Tibet. Tijdens zijn bewind breidt hij het koninkrijk uit tot buiten de streek ten noordoosten van Lhasa en de Yarlung-vallei.
- Het eiland Chongming ontstaat uit de Jangtsekiang ("Blauwe Rivier") door de gestadige daling van het waterniveau. (waarschijnlijke datum)
- Isanapura, hoofdstad van het koninkrijk Chenla (Cambodja), wordt gesticht in de huidige provincie Kampong Thum. (waarschijnlijke datum)

## Religie
- 8 november - Paus Adeodatus I overlijdt in Rome na een 3-jarig pontificaat. De pauselijke zetel is ruim één jaar onbezet (sedisvacatie).
- De kathedraal van Edzjmiatsin (Armenië) wordt gebouwd. De Byzantijnse gouverneur laat de houten kerk vervangen door een kathedraal.

## Geboren
- Theodardus, bisschop van Maastricht (waarschijnlijke datum)

## Overleden
- 8 november - Adeodatus I, paus van de Katholieke Kerk
- Namri Songtsen, koning (tsenpo) van Tibet
- Yang Di, keizer van het Chinese Keizerrijk